# Вулька-Заблоцька (Любартівський повіт)
Вулька-Заблоцька (пол. Wólka Zabłocka) — село в Польщі, у гміні Серники Любартівського повіту Люблінського воєводства.
Населення — 248 осіб (2011).
У 1975-1998 роках село належало до Люблінського воєводства.

## Демографія
Демографічна структура станом на 31 березня 2011 року:
|          | Загалом | Допрацездатний вік | Працездатний вік | Постпрацездатний вік |
| -------- | ------- | ------------------ | ---------------- | -------------------- |
| Чоловіки | 131     | 29                 | 87               | 15                   |
| Жінки    | 117     | 26                 | 66               | 25                   |
| Разом    | 248     | 55                 | 153              | 40                   |